# جان‌سخت (مجموعه نمایش خانگی)
جان‌سخت مجموعهٔ نمایش خانگی ایرانی به کارگردانی و نویسندگی مصطفی تقی‌زاده و تهیه‌کنندگی سعید خانی است که از فیلم‌نت پخش می‌شد. مهرداد صدیقیان، الناز حبیبی،  مجتبی پیرزاده، ماهور الوند و فرهاد اصلانی از بازیگران این مجموعه هستند.

## خلاصه داستان
جان‌سخت داستان دوستانی را روایت می‌کند که با هم مشکلاتی دارند و حضور آن‌ها در یک تور کویری باعث می‌شود تا اختلافات گذشته‌شان دوباره آشکار شود.

## بازیگران
| بازیگر         | نقش                           |
| -------------- | ----------------------------- |
| مهرداد صدیقیان | فرزاد                         |
| مجتبی پیرزاده  | اشکان                         |
| الناز حبیبی    | نگار                          |
| ماهور الوند    | هانیه                         |
| مجید یوسفی     | شاهین                         |
| امیرحسین هاشمی | حمید                          |
| مسعود کرامتی   | رحیم عزیزی                    |
| علی عمرانی     | ناصر گودرزی                   |
| علی اوسیوند    | علی                           |
| نسرین مقانلو   | ثریا شهبازی                   |
| فرهاد اصلانی   | شهرام امیری (مهرداد پالیزبان) |
| بهناز جعفری    | مژگان                         |
| مینا ساداتی    | صدف                           |
| مرتضی تقی‌زاده  | حامد گودرزی                   |
| وحید آقاپور    | نوید                          |
| آرزو تاجیک     | الهام عزیزی                   |
| مهدی صباغی     | احمد گودرزی                   |
| حسین پورکریمی  | وحید گودرزی                   |
| شهرام قائدی    | رضا شهبازی                    |
| المیرا دهقانی  | ثریا شهبازی (جوانی)           |
| نوشین تبریزی   | منیر                          |
| بیتا عزیز      | فریبا گودرزی                  |
| رحمان تقی‌پور   | محمود جبلی                    |
| اردشیر کاظمی   |                               |
| حسن علیرضایی   |                               |
| پوریا احمدی    | کاوه                          |
| روزبه رئوفی    | محسن                          |
| احمد صمیمی     | امیر گراز                     |
| حسین فرضی‌زاد   |                               |
| یعقوب صباحی    |                               |
| کوروش شاداب‌فر  | کیانوش                        |
| محمد اشکان‌فر   | غیاثی                         |
| منصور شهبازی   | عطا                           |
| میثم مجاوری    | مهران                         |
| سحر لطفی       | آذر                           |
| سینا قاسمی     | رحیم عزیزی (جوانی)            |
| سیدجواد حسینی  |                               |
| علیرضا درویش   | نادر                          |

## تولید
در ۲۴ آبان ۱۴۰۳ اعلام شد که این مجموعه طی ۱۰ روز متوالی در زندان رجایی‌شهر تصویربرداری شده است.

## پخش
در ۴ دی ۱۴۰۳ اعلام شد که جان‌سخت در ساترا مورد بررسی و بازبینی قرار گرفت و با اصلاحاتی جزئی مجوز انتشار اخذ کرد. پخش این مجموعه از ۷ دی ۱۴۰۳ آغاز شد. جان‌سخت شامل ۱۹ قسمت است که در زمان توزیع ساعت ۱۲ ظهر جمعه‌ها در فیلم‌نت منتشر می‌شد.

### برنامه پخش
| شماره فصل | روز و ساعت پخش | اولین پخش فصل | پایان فصل        | قسمت‌ها | سال انتشار | تعداد قسمت‌های فصل | کانال  |
| --------- | -------------- | ------------- | ---------------- | ------ | ---------- | ----------------- | ------ |
| فصل ۱     | جمعه‌ ۱۲:۰۰     | ۷ دی ۱۴۰۳     | ۱۲ اردیبهشت ۱۴۰۴ | ۱۹     | ۱۴۰۳-۰۴    | ۱۹–۱              | فیلم‌نت |

## اکران مردمی
قسمت چهاردهم و نوزدهم(پایانی) از جان‌سخت به ترتیب در پنج‌شنبه ۷ فروردین و جمعه ۱۲ اردیبهشت ۱۴۰۴ در پردیس سینمایی لوتوس با حضور برخی از بازیگران و عوامل به صورت مردمی اکران شد.

## بازخورد
پس از پخش دو قسمت نخست، منتقدان نظرات مختلفی به این مجموعه دادند و برخی هم آن را سرگرم‌کننده توصیف کردند.
فیلم‌نیوز، جان‌سخت را سریالی با یک شروع مهیج و دارای داستانی سرراست با بازی‌های درخشان می‌داند. در مقابل، مشرق‌نیوز آن را اثری ضعیف و مروج خشونت اجتماعی توصیف کرده و نوشته است: «کاراکترهای سریال «جان‌سخت» شبیه الگوهای داریوش، پوست شیر و یاغی نیستند و از حیث شمایل، کاملاً امروزی شده‌اند اما در توسعه خشونت اجتماعی دست‌کمی از نمونه‌های قبلی ندارند.»
سایت سینما ۱۲۰ ضمن اشاره به ضعف‌های سریال نوشته: «نشانه‌ها حکایت از تداوم خشونت در «جان‌سخت» دارد که اگر در راستای نقد این پدیده فزاینده اجتماعی باشد و در کنار سرگرمی نکاتی از عبرت و تلنگر بیان کند، واجد تحسین است. در غیر این صورت نامش کنار محصولاتی قرار می‌گیرد که صرفاً از پوسته خشونت عریان برای هیجان آنی، بهره می‌برند و کارکرد اصلی را نادیده می‌گیرند.».
هفت صبح دربارهٔ این سریال نوشته است «فیلم‌نت بعد از ناکامی با سریال‌های داریوش، گردن زنی و قهوه پدری امیدوار به جان‌سخت است؛ سریالی که از قسمت اول آن بوی نومیدی به مشام می‌رسد.».
روزنامه فرهیختگان  نوشت «جان‌سخت» برخلاف انتظارها، موفقیت‌آمیز و برجسته در نمایش خانگی ظاهر شد. این سریال با تمرکز بر روایت به جای تبلیغات و نمایش واقع‌گرایانه فرهنگ طبقه متوسط جنوب شهرنشین، به عنوان اثری قابل‌توجه مطرح شده است.